# 健龙镇
健龙镇，是中华人民共和国重庆市璧山区下辖的一个乡镇级行政单位。

## 行政区划
健龙镇下辖以下地区：
肖家嘴社区、龙江社区、白果村、画眉村、寨子村、小河村、玉林村、弥勒村、睦佳村、鱼洞村和新石村。